# The Snearly Ranch Boys
The Snearly Ranch Boys was een Amerikaanse countryband uit Memphis.

## Bezetting
Oprichters
- Clyde Leoppard (drums)
- Buddy Holobaugh (gitaar)
- Stan Kesler (steelgitaar)
- Bill Taylor (zang, klarinet)
- Smokey Joe Baugh (zang, piano)

Verdere leden
- Jan Ledbetter (contrabas)
- Johnny Bernero (drums)
- Hank Byers (trompet)

## Geschiedenis
The Snearly Ranch Boys werden begin jaren 1950 geformeerd door Clyde Leoppard. Verdere leden waren Stan Kesler, Smokey Joe Baugh en Bill Taylor. De band speelde tot deze tijd pure countrymuziek. Ze traden 's avonds op in bars en clubs en speelden tijdens plaatselijke evenementen en op de radio. In de Cotton Club in West Memphis, Arkansas waren The Snearly Ranch Boys de huisband.
In 1955 maakte de band bij Sun Records hun eerste plaatopnamen. In maart van hetzelfde jaar werd de single Split Personality / Lonely Sweetheart uitgebracht bij het sublabel Flip Records. Als zangers waren Smokey Joe und Bill Taylor te horen. Midden jaren 1950 werd de band uitgebreid met Jan Ledbetter en deels met Johnny Bernero, die later meespeelde op enkele opnamen van Elvis Presley. In het bijzonder bekend zijn The Snearly Ranch Boys daarvoor, een groot deel van de latere Sun-artiesten als zanger in hun band te hebben gehad, waaronder Warren Smith, Jumpin' Gene Simmons, Barbara Pittman, Jimmy Knight en Hayden Thompson. Ook violist Jim Stewart, de latere oprichter van Stax Records, was nu en dan lid van de band. De permanente leden maakten nu en dan ook solo-opnamen, zoals Smokey Joe en Johnny Bernero.
In februari 1956 begeleidden ze Warren Smith bij zijn opname van Rock'n'Roll Ruby in de Sun-studios. Daarbij waren de bandleden Buddy Holobaugh, Jan Ledbetter, Smokey Joe Baugh, Stan Kesler en Johnny Bernero aanwezig. Door geschillen met Smith nam de band echter weer afscheid van de zanger. In april van hetzelfde jaar fungeerden ze als achtergrondband van Barbara Pittman.
Eind jaren 1950 werd de band ontbonden, omdat veel leden waren vertrokken. Clyde Leoppard leidde tijdens de jaren 1980 een fastfoodrestaurant in Memphis.

## Discografie

### Singles
- 1955:	Split Personality / Lonely Sweetheart (Flip Records)